# Rubus aequalidens
Rubus aequalidens är en rosväxtart som beskrevs av Newton. Rubus aequalidens ingår i släktet rubusar, och familjen rosväxter. Inga underarter finns listade i Catalogue of Life.